# Kalininskoje (Kaliningrad)
Kalininskoje (russisch Калининское, deutsch Augstupönen, 1938 bis 1945 Hochfließ, litauisch Aukštupėnai) ist ein Ort in der russischen Oblast Kaliningrad im Rajon Gussew. Der Ort gehört zur kommunalen Selbstverwaltungseinheit Stadtkreis Gussew.

## Geographische Lage
Kalininskoje liegt am Ostufer der Rominte (russisch: Krasnaja), sechs Kilometer südöstlich der Stadt Gussew (Gumbinnen). Durch den Ort verläuft eine Nebenstraße (27K-114), die Lipowo (Kulligkehmen, 1938 bis 1946 Ohldorf) über Sowchosnoje (Mattischkehmen) mit Jasnaja Poljana (Trakehnen) verbindet. Die nächste Bahnstation ist Gussew an der Bahnstrecke Kaliningrad–Nesterow (Königsberg–Stallupönen/Ebenrode), einem Teilstück der einstigen Preußischen Ostbahn, zur Weiterfahrt nach Moskau.

## Geschichte
Das vor 1539 als Augstupenn gegründete spätere Dorf mit Gut wurde 1874 in den neu errichteten Amtsbezirk Kulligkehmen (heute russisch: Lipowo) eingegliedert, der – 1939 in „Amtsbezirk Ohldorf (Ostpr.)“ umbenannt – bis 1945 zum Kreis Gumbinnen im Regierungsbezirk Gumbinnen der preußischen Provinz Ostpreußen gehörte. Im Jahre 1910 zählte Augstupönen 445 Einwohner, von denen 400 in der Landgemeinde und 45 im Gutsbezirk lebten. Am 30. September 1928 wurde der Gutsbezirk in die Landgemeinde Augstupönen eingegliedert. Die Einwohnerzahl stieg bis 1933 leicht auf 448 und belief sich 1939 bereits auf 487. Aus ideologisch-politischen Gründen wurde Augstupönen am 3. Juni – amtlich bestätigt am 16. Juli – des Jahres 1938 in „Hochfließ“ umbenannt.
In Kriegsfolge kam der Ort dann 1945 mit dem gesamten nördlichen Ostpreußen zur Sowjetunion. Im Jahr 1947 wurde „Augschtupenen“ in Kalininskoje umbenannt und gleichzeitig in den Dorfsowjet Lipowski selski Sowet im Rajon Gussew eingegliedert. Von 2008 bis 2013 war Kalininskoje Sitz einer Landgemeinde und gehört seitdem zum Stadtkreis Gussew.

### Kalininskoje selskoje posselenije 2008–2013

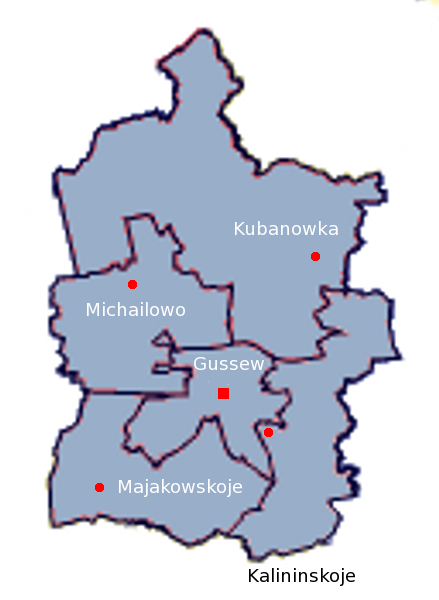
Die Lage der Landgemeinde Kalininskoje selskoje posselenije im Südosten des Rajon Gussew

Die Landgemeinde Kalininskoje selskoje posselenije (ru. Калининское сельское поселение) wurde im Jahr 2008 eingerichtet. Die ihr angehörenden Ortschaften gehörten vorher zu den Dorfbezirken Brjanski selski okrug und Lipowski selski okrug. Im Jahr 2013 wurden die Orte in den neu gebildeten Stadtkreis Gussew eingegliedert.
| Ortsname      | deutscher Name                                                |
| ------------- | ------------------------------------------------------------- |
| Kalininskoje  | Augstupönen/Hochfließ                                         |
| Lomowo        | Puspern, Tublauken/Schweizersfelde                            |
| Nowostrojewka |                                                               |
| Olchowatka    | Walterkehmen/Großwaltersdorf                                  |
| Perwomaiskoje | Sadweitschen/Altkrug                                          |
| Podgorowka    | Groß Baitschen, Klein Baitschen, Schröterlauken/Schrötersheim |

## Kirche
Die Bevölkerung Augstupönens beziehungsweise Hochfließ' war vor 1945 überwiegend evangelischer Konfession und in das Kirchspiel der Kirche Szirgupönen eingepfarrt. Szirgupönen hieß 1936 bis 1938 Schirgupönen, 1938 bis 1946 Amtshagen, ab 1946 russisch Dalneje; der Ort existiert nicht mehr. Das Kirchspiel gehörte zum Kirchenkreis Gumbinnen in der Kirchenprovinz Ostpreußen der Kirche der Altpreußischen Union. Heute liegt Kalininskoje im Einzugsgebiet der nach 1990 neu entstandenen evangelisch-lutherischen Gemeinde der Salzburger Kirche in Gussew. Sie ist Teil der Propstei Kaliningrad (Königsberg) der Evangelisch-lutherischen Kirche Europäisches Russland.

## Persönlichkeiten
- Robert Müllauer (* 25. März 1824 in Augstupönen, hier † 28. Mai 1902), Gutsbesitzer und Reichstagsabgeordneter